# Vino
Vino  je alkoholna pijača, ki nastane kot rezultat alkoholnega vrenja grozdnega soka oziroma mošta. Beseda izhaja iz latinskega izraza vinum (sorodno starogrškemu οἶνος), ki se nanaša tako na vino kot na trto. Proces alkoholnega vrenja, ki poteka v prisotnosti mikroorganizmov (gliv kvasovk), rad steče v vsakršni sladki tekočini. Sladkor se v tem procesu počasi pretvarja v alkohol.
Od več sto različnih sort trte (Vitis sp.) je le nekaj deset primernih za vzgojo grozdja za vino. Te sorte botaniki poimenujejo s skupnim imenom Vitis vinifera. Vsaka posamezna sorta ima svoje uradno ime, po navadi pa še več ljudskih, lokalnih in nacionalnih različic, kar ustvarja svojevrstno zmedo med laiki in poznavalci. S tem v zvezi poznamo osnovno delitev vina na:
- sortna vina, ki so pridelana iz posameznih sort vinske trte
- in zvrsti (fr. cuvée), ki so tako rekoč mešanice različnih sortnih vin.

V evropskem prostoru obstaja temeljna razlika v pojmovanju vina med romanskim in germanskim kulturnim svetom. Romanska ljudstva (Francozi, Italijani, Španci, Portugalci...) bolj poudarjajo značilnosti, ki jih ponuja rastišče trte (geološka podlaga, podnebje, mikroklimatski pogoji... ali fr. terroìre), zato so zanje pomembnejše zvrsti, npr. burgundec, bordojec, portovec, ki imajo nekako relativno stalno podobo in značilnosti. Po drugi strani pa prostor germanskega vpliva (Nemčija, Avstrija, tudi Slovenija...) bolj poudarja posamezne sorte in sortne značilnosti. Tržijo torej npr. renski rizling, traminca, sivi pinot... To pa nikakor ne pomeni, da Nemci ne poznajo zvrsti ali Italijani sortnih vin. Gre zgolj za pretežne trende in tradicijo.
Vino je posebej zanimivo iz več razlogov. Gre za priljubljeno in pomembno pijačo, ki spremlja in bogati številne evropske in mediteranske kuhinje, od preprostih tradicionalnih do najbolj prefinjenih in izdelanih. Bolj kot kateri koli drug pridelek odseva raznolikost dežele, lokalne kulture kvasovk ter podnebje in pogoje, pri katerih zori grozdje in pri katerih poteka njegova predelava.
Vino se v številnih kulturah uporablja v verskih obredih. Trgovanje z vinom je številna področja zgodovinsko močno zaznamovalo. Premnogim pripadnikom revnejših slojev prebivalstva v deželah posajenih s trto je izkupiček od vina pomenil glavni vir prihodka, trgovina z vinom pa je bila osnova gospodarstva tudi marsikaterega samostana (le-ti so sicer imeli veliko vlogo pri razvoju in napredku v vinogradništvu).

## Kakovost vina
Vino po kakovosti delimo na:
- namizno vino: tovrstno vino obravnavamo kot najmanj kvalitetno. Večinoma ni sortno in je pogosto narejeno iz grozdnih sort, ki ne dosežejo sladkorne stopnje za kakovostno vino. Zato je dovoljeno dodatno sladkanje.
- kakovostno vino: narejeno je iz grozdja, ki je obrano v polni zrelosti, njegova sladkorna stopnja pa se giblje med 70-85° Oe (14.2-17.0 g/l); vsebovati mora 6 do 10 g skupnih kislin/liter. Tudi pri kakovostnih vinih je dovoljeno dodatno sladkanje.
- vrhunsko vino: je vino najvišje kvalitete; grozdje, iz katerega je pridelano, je obrano v polni zrelosti oz. prezrelosti. Sladkorna stopnja mora biti nad 85° Oe, tako kot pri kakovostnih vinih pa (odvisno od sorte vrhunskega vina) 6 do 10 g skupnih kislin/liter. Vrhunsko vino se ne dosladkava.

## Tehnološki postopek predelave grozdja v vino
Postopek pridelave vina se začne s trgatvijo grozdja. Grozdje vsebuje med 120 in 250 gramov sladkorja na liter soka. Ti sladkorji so glukoza in fruktoza, ki sta običajno zastopana v enakih količinah. Glede na vrsto sorte in čas trgatve pa je lahko razmerje tudi drugačno. Poleg sladkorjev je v grozdju prisotnih tudi veliko drugih mineralnih in organskih kislin. Med njimi sta najbolj pomembn vinska in jabolčna kislina.
Obrano grozdje se najprej zmelje, s čimer se pravzaprav začne postopek izdelave vina. Mletje ali drozganje se izvaja s posebnimi mlini, ki grozdnih jagod ne zmeljejo v celoti, temveč samo povzročijo, da kožica poči. Običajno se, predvsem v sodobni pridelavi vina, pri drozganju že v stroju ločijo jagode od pecljev. Pri pridelavi rdečih vin sledi drozganju maceracija zmletega grozdja. Maceracija omogoča podaljšan stik grozdnega soka s trdnimi deli grozdne jagode. Pri tem je posebej pomemben stik soka s kožico jagode, saj se pri tem izvaja ekstrakcija barve, arom, taninov in drugih snovi. Dolžina maceracije je odvisna od sorte grozdja in lahko traja več dni. Pri pridelavi rdečih vin se v postopku maceracije že začne alkoholno vrenje.
Pri pridelavi belih vin se maceracija običajno ne izvaja. Drozga se običajno takoj stisne, mošt, ki pri tem nastane pa je pri belih sortah treba nato še razsluziti. Z razsluzevanjem se ostranijo različne snovi, ki sedimentirajo in povzročajo preveliko motnost mošta. V preteklosti so stiskanje druzge izvajali z mehansko stiskalnico, kjer je bila možnost nadzorovanja pritiska v košu za stiskanje minimalna. Danes je pritisk strogo nadzorovan, saj se stiskanje izvaja s pomočjo pnevmatičnih stiskalnic, pritisk na drozgo pa se izvaja na najnižji možni stopnji okoli dveh barov pritiska.
Mošt se nato stoči v sode ali jeklene cisterne. Tam se običajno opravi tudi mlečnokislinska fermentacija ali razkis. S tem kletarji motečo jabolčno kislino v grozdu spremenijo v bolj prijetno mlečno. Nato se v prične končna fermentacija ali alkoholno vrenje. Ta faza predstavlja glavni del pridelave vina, v njej pa kvasovke, ki so iz grozdnih jagod prešle v drozgo in mošt, naknadno dodane selekcionirane kvasovke, pretvarjajo sladkor v alkohol. Pri tem nastaja še vrsta stranskih produktov, ki kasneje vplivajo na aromo in značilnosti vina. Po končani fermentaciji, ko je večina sladkorjev pretvojena v alkohol se intenzivnost vrenja zmanjša, v vinu, ki nastane pa ostane nekaj nepovretega sladkorja. To vino imenujemo mlado vino, ki pa ga je treba še naprej negovati, da iz njega nastane pravo vino, ki je primerno za stekleničenje.

## Proizvodnja
| Rank | Država (s povezavo na članek o vinu) | Proizvodnja (v tonah) |
| ---- | ------------------------------------ | --------------------- |
| 1    | Francija                             | 5,329,449             |
| 2    | Italija                              | 5,056,648             |
| 3    | Španija                              | 3,934,140             |
| 4    | ZDA                                  | 2,232,000             |
| 5    | Argentina                            | 1,564,000             |
| 6    | Kitajska                             | 1,300,000             |
| 7    | Avstralija                           | 1,274,000             |
| 8    | Južna Afrika                         | 1,157,895             |
| 9    | Nemčija                              | 1,014,700             |
| 10   | Čile                                 | 788,551               |
| 11   | Portugalska                          | 576,500               |

### Proizvodnja vina v Sloveniji
V Sloveniji je v tržnem letu 2009/2010 proizvodnja vina znašala 790.000 hektolitrov. Od tega je predstavljala proizvodnja belih vin dobrih 63 % celotne proizvodnje. Največji delež je prispevala proizvodnja vin z zaščiteno označbo porekla, ki je predstavljala 68 % skupne proizvodnje. 25 % od skupne proizvodnje je predstavljala proizvodnja vin z zaščitenim geografskim poreklom. V istem tržnem letu je stopnja samooskrbe z vinom znašala 100,2 %, v povprečju pa je bila poraba vina na prebivalca 37,7 litrov vina .

## Gospodarska vrednost
| Mesto         | Država        | v 1000 tonah |
| ------------- | ------------- | ------------ |
| 1             | Italija *     | 1,793        |
| 2             | Francija      | 1,462        |
| 3             | Španija *     | 1,337        |
| 4             | Avstralija    | 762          |
| 5             | Čile *        | 472          |
| 6             | ZDA           | 369          |
| 7             | Nemčija       | 316          |
| 8             | Argentina     | 302          |
| 9             | Portugalska   | 286          |
| 10            | Južna Afrika  | 272          |
| Svet skupaj** | Svet skupaj** | 8,363        |

* Neuradni podatki
** Vsebuje neuradne podatke in oceno
V letu 2007 je bilo največji uvoznik vina Združeno kraljestvo.

## Vino in gastronomija
Glede na delež nepovretega sladkorja v vinu se vina delijo na:
- suho vino: do 5 g/l nepovretega sladkorja
- polsuho vino: do 15 g/l nepovretega sladkorja
- polsladko vino: do 50 g/l nepovretega sladkorja
- sladko vino: nad 50 g/l nepovretega sladkorja

Sladka vina v sodobni kulinariki ponujajo k sladkim jedem.
K rdečemu mesu se običajno postrežejo močnejša težja rdeča vina in starana vina, pa tudi težja bela vina polnega okusa.
K lažji hrani, kot je belo meso in ribe,se postrežejo vina nežnejših tonov kot so belo, rose ali lahka rdeča vina. Pri strežbi se vedno upošteva tudi omake in priloge, ki lahko bistveno spremenijo okus hrane. Tako h kislim omakam običajno servirajo vina z višjo vsebnostjo kislin.
K predjedi ali aperitivu običajno danes postrežejo peneče vino.
Peneča in sladka vina naj bi se postregla na temperaturi od 6 do 8 °C, lahka bela vina na 10 °C, lahka rdeča vina in vina rose na temperaturi 12 °C, srednje težka in polna rdeča vina pa na temperaturah od 17 do 19 °C.

## Zdravstveni vidik uživanja vina
Vino v zmernih količinah (do 2 kozarca na dan) po nekaterih raziskavah preprečuje proces arterioskleroze in nastajanje krvnih strdkov, ki mašijo srčne žile ter povzroča zvišanje količine HDL holesterola v krvi. Ta t. i. dobri holesterol v nasprotju s slabim LDL holesterolom, ki povzroča obloge na stenah žil, žile čisti. Paul Ridker iz Univerze v Harvardu je v svoji raziskavi ugotovil, da alkohol vzpodbuja celice na stenah srčnih arterij k izdelavi snovi s sposobnostjo raztapljanja krvnih strdkov. Večje količine zaužitega vino pa so zdravju škodljive in povečujejo verjetnost bolezni srca, jeter, lahko pa privedejo tudi do možganskih krvavitev in povečujejo verjetnost nesreč, samomora, zastrupitve in alkoholizma. Dobrodejen vpliv alkohola na zdravje srca je bil ugotovljen le pri moških nad 45 let, vpliva alkohola na zdravje srca žensk ali mladih pa v tej raziskavi niso raziskovali.